# Xiguiane
O xiguiane é uma cerimónia do sul de Moçambique, realizada no dia seguinte ao casamento. Normalmente, é realizada em casa dos pais do noivo, onde pessoas da família da noiva, geralmente em número de cerca de 15% em relação ao universo de pessoas presentes, levam algumas prendas de carácter tipicamente africano como pilões, esteiras, raladores, mbengas (grandes tigelas de barro) e mabangas.
Esta cerimónia é bastante concorrida principalmente pelas pessoas que, por vários motivos, não puderam estar presentes no copo-d'água (refeição servida no casamento) no dia do casamento. Esta festa de casamento tem total encargo financeiro por parte da família do noivo, motivo pela qual também é chamada de "festa de casamento em casa do noivo".